# 철권 태그 토너먼트
《철권 태그 토너먼트》(Tekken Tag Tournament, 鉄拳タッグトーナメント)는 남코의 대전 격투 게임인 철권 시리즈의 4번째 작품이다. 철권 3의 업데이트 버전으로, 공식적으로는 번외편에 해당한다. 철권 태그 또는 TTT로 불리는 경우도 많다.

## 게임플레이
한 명의 캐릭터로 게임을 진행했던 이전까지의 시리즈와는 달리 두 명의 캐릭터를 골라 태그를 통한 배틀을 즐길 수 있다. 그러나 미시마 카즈야와 데빌(또는 엔젤)을 선택할 경우 미시마 카즈야 혼자 등장하며 이 경우 선수교체키를 입력하면 교체가 아니라 변신을 한다. 두 신규 캐릭터와 함께 철권 시리즈의 모든 캐릭터를 집대성하여 총 39명의 캐릭터가 등장하며, 이는 철권 6(총 40명)이 나오기 전까지 시리즈 내 최다였다. 철권에서 time up으로 나오나 Time up 나오면 몇%로 나온다 체력이 많은쪽이 이긴다

## 스토리
철권 시리즈에 나오는 캐릭터를 총 집대성한 번외편 형식의 게임이기 때문에 스토리는 존재하지 않는다.

## 상성
패배를 한 후 상성에 따라 캐릭터들의 움직임이 달라진다.
1. 니나 윌리엄스 - 안나 윌리엄스 : 안나 윌리엄스가 대들자 니나 윌리엄스가 안나 윌리엄스의 따귀를 때린다.
2. 폴 피닉스 - 니나 윌리엄스 : 폴 피닉스가 패배의 책임을 묻자 니나 윌리엄스가 폴 피닉스의 낭심을 걷어찬다.
3. 브라이언 퓨리 - 니나 윌리엄스 : 브라이언 퓨리가 패배의 책임을 묻자 니나 윌리엄스가 브라이언 퓨리의 낭심을 걷어차지만 브라이언 퓨리는 웃으면서 니나 윌리엄스를 도발한다.
4. 브라이언 퓨리 - 안나 윌리엄스 : 브라이언 퓨리가 패배의 책임을 묻자 안나 윌리엄스가 브라이언 퓨리의 낭심을 걷어차지만 브라이언 퓨리는 웃으면서 안나 윌리엄스를 도발한다.
5. 미시마 헤이하치 - 리 차오랑 : 미시마 헤이하치가 리 차오랑을 붙잡고 사정없이 엉덩이를 때린다.
6. 화랑 - 백두산 : 백두산이 책임추궁하자 화랑이 무릎꿇고 빈다.
7. 카자마 진 - 화랑 : 화랑이 카자마 진에게 패배의 책임을 묻고 카자마 진은 뭔가를 생각하는 자세로 있다.
8. 화랑 - 에디 골도&타이거 잭슨 : 서로에게 패배의 책임을 전가하며 말다툼을 한다.
9. 킹 - 아머 킹 : 아머 킹이 쓰러져있고 킹은 아머 킹에게 정신을 차리라고 한다.
10. 레이 우롱 - 브라이언 퓨리 : 브라이언 퓨리가 누워있는 레이 우롱에게 패배의 책임을 물으며 일어나라고 한다.
11. 화랑 - 브라이언 퓨리 : 브라이언 퓨리가 화랑을 도발하고 화랑은 브라이언 퓨리에게 패배의 책임을 물으며 발길질을 한다.
12. 카자마 진 - 링 샤오유 : 카자마 진이 울고있는 링 샤오유를 달랜다.
13. 판다 - 링 샤오유 : 판다가 울고 있는 링 샤오유를 달랜다.
14. 왕 진레이 - 링 샤오유 : 왕 진레이는 허리를 두드리며 일어나지 못하고 링 샤오우는 부축하려는 모양새이다.
15. 왕 진레이 - 리 차오랑 : 왕 진레이는 허리를 두드리며 일어나지 못하고 리 차오랑은 부축하려는 모양새이다.
16. 레이 우롱 - 왕 진레이 : 둘 다 누워 있는다.
17. 레이 우롱 - 화랑 : 화랑이 화가 난 모습으로 앉고 레이 우롱은 화랑에게 설교를 한다.
18. 레이 우롱 - 폴 피닉스 : 레이 우롱이 폴 피닉스에게 설교를 하고 폴 피닉스는 레이 우롱에게 패배의 책임을 물으며 발길질을 한다.
19. 미시마 카즈야 -리 차오랑 : 서로 등을 돌리고 화가 난 모습으로 앉는다.
20. 폴 피닉스 - 쿠마 : 서로 등을 돌리고 화가 난 모습으로 앉는다.
21. 요시미츠 - 쿠니미츠 : 서로 등을 돌리고 화가 난 모습으로 앉는다.
22. 레이 우롱 - 브루스 어빈 : 레이 우롱이 브루스 어빈에게 설교를 하고 브루스 어빈은 레이 우롱에게 패배의 책임을 물으며 발길질을 한다.
23. 폴 피닉스 - 포레스트 로우 : 둘 다 생각을 한다.
24. 미시마 카즈야 - 데빌 : 미시마 카즈야 또는 데빌이 좌절이나 분한 자세를 취한다.
25. 레이 우롱 - 포레스트 로우 : 둘 다 드러누워 있는다.
26. 리 차오랑 - 로저&알렉스 : 로저&알렉스가 리 차오랑의 낭심을 찬다
27. 간류 - 줄리아 창 : 줄리아 창이 간류의 낭심을 찬다.
28. 브라이언 퓨리 - 요시미츠 : 브라이언 퓨리가 앉아 있는 요시미츠에게 패배의 책임을 물으며 일어나라고 한다.
29. 폴 피닉스 - 화랑 : 화랑이 폴 피닉스에게 패배의 책임을 묻고 폴 피닉스는 화랑에게 일단 진정하라며 설교를 한다.
30. 미시마 헤이하치 - 요시미츠 : 둘 다 가부좌 자세 하면서 "우리가 왜 졌지?"하며 둘 다 진심으로 고배를 마셔 반성한다.
31. 미시마 헤이하치 - 쿠마 : 미시마 헤이하치는 가부좌 자세 하고 쿠마는 무릎을 꿇고 있다.
32. 간류 - 미셸 창 : 미셸 창은 떠나지만 간류는 바닥을 기어다니면서 가지 말라고 울부 짖는다.
33. 그 이외 : 둘 다 좌절이나 분한 자세를 취해 오열한다.
34. 회복량까지 모두 소진되어 KO패한 경우: 둘 다 쓰러진 상태로 누워 버린다.

게임 시작 전에도 움직임이 달라진다.
1. 미셸 창 - 간류 : 간류가 빌지만 미셸 창이 거절한다.
2. 미시마 헤이하치 - 미시마 카즈야 : 팔짱을 끼고 서로를 노려본다.
3. 폴 피닉스 - 쿠마 : 폴이 쿠마의 배에 필살기를 작렬한다.
4. 미시마 헤이하치 - 리 차오랑 : 미시마 헤이하치가 리 차오랑에게 헤드록을 하거나 미시마 헤이하치가 리 차오랑을 붙잡고 엉덩이를 때린다.
5. 미시마 헤이하치 - 요시미츠 : 둘 다 가부좌 자세를 한다.
6. 판다 - 링 샤오유 : 링 샤오유가 판다를 쓰다듬는다.
7. 카자마 진 - 미시마 카즈야 : 팔짱을 끼고 서로를 노려본다.
8. 화랑 - 에디 골도&타이거 잭슨 : 서로 말다툼을 한다.
9. 왕 진레이 - 링 샤오유 : 서로 인사를 한다.
10. 레이 우롱 - 브라이언 퓨리 : 브라이언 퓨리가 누워있는 레이 우롱에게 일어나라고 한다.
11. 화랑 - 브라이언 퓨리 : 브라이언 퓨리가 화랑을 도발하고 화랑은 브라이언 퓨리에게 발길질을 한다.
12. 브라이언 퓨리 - 요시미츠 : 브라이언 퓨리가 앉아있는 요시미츠에게 일어나라고 한다.
13. 에디 골도&타이거 잭슨 - 미시마 카즈야 : 에디 골도(타이거 잭슨)가 미시마 카즈야에게 시비를 건다.
14. 카자마 진 - 화랑 : 화랑이 카자마 진을 나무라고 카자마 진은 뭔가 생각하는 자세로 있다.
15. 폴 피닉스 - 레이 우롱 : 폴 피닉스가 레이 우롱을 조롱한다.
16. 브루스 어빈 - 레이 우롱 : 레이 우롱이 브루스 어빈에게 설교를 하고 브루스 어빈이 레이 우롱에게 발길질을 한다.
17. 화랑 - 브루스 어빈 : 서로 말다툼을 한다.
18. 화랑 - 레이 우롱 : 레이 우롱이 앉아있는 화랑에게 설교를 한다.
19. 쿠마/팬더 - 로저 : 춤을 추고 있다.
20. 화랑/백두산 : 태권도 발차기(그것도 옆차기)를 연마한다.
21. 미시마 헤이하치 - 쿠마 : 둘 다 같은 자세를 잡는다.
22. 브라이언 퓨리 - 로저&알렉스 : 앉아있는 로저or알렉스를 일어나라고 달랜다.
23. 미시마 카즈야 - 데빌 : 미시마 카즈야 또는 데빌 혼자 전투자세를 취한다.
24. 니나 윌리엄스 - 안나 윌리엄스 : 니나 윌리엄스가 안나 윌리엄스에게 질책을 하고 안나 윌리엄스는 니나 윌리엄스에게 무릎을 꿇고 운다.
25. 폴 피닉스 - 화랑 : 폴 피닉스는 화랑에게 설교하지만 화랑은 폴 피닉스에게 발길질을 한다.
26. 그 이외 : 둘 다 전투자세를 취한다.

승리 후에도 달라진다.
1. 레이 우롱 - 브라이언 퓨리 : 브라이언 퓨리는 승리포즈를 취하고 레이 우롱은 가만히 누워있기만 한다.
2. 간류 - 미셸 창 : 서로 뒤를 돌아보고 세레머니를 한다.
3. 요시미츠 - 브라이언 퓨리 : 브라이언 퓨리는 승리포즈를 취하고 요시미츠는 화가난 모습으로 앉는다.
4. 링 샤오유 - 요시미츠 : 둘다 손과 검을 돌린다.
5. 폴 피닉스 - 쿠마 : 폴 피닉스는 포즈를 취하고 쿠마는 뒤에서 누워있다.
6. 미시마 카즈야 - 데빌 : 미시마 카즈야 또는 데빌 혼자 승리포즈를 취한다.
7. 니나 윌리엄스 - 안나 윌리엄스 : 니나 윌리엄스가 안나 윌리엄스의 다리를 꺾는다.
8. 화랑 - 백두산 : 서로 태권도 품세 하면서 연마한다.
9. 그 이외 : 둘 다 승리포즈를 취한다.

## 전기와 불의 특성
데빌이 사용하는 전기와 트루오우거가 사용하는 불, 이 두가지의 특성이 있는데 그 공통점은 잭 캐릭터들이다.(잭-2,프로토타입 잭,건잭) 모든 캐릭터가 전기와 불을 맞으면 속수무책으로 당해 쓰러지지만, 예외적으로 잭 캐릭터들이 전기를 맞으면 폭주를 일으키고, 불을 맞으면 끄떡없이 쓰러지지 않는다. 참고로 브라이언 퓨리도 불을 맞으면 끄떡없이 쓰러지지 않는다. 모쿠진으로 선택시 캐릭터를 임의로 선택되기 때문에 생체캐릭터가 아닌 사이보그형태인 잭캐릭터로 선택됨에도 마찬가지다. 전편인 철권2나 철권3에서는 잭캐릭터를 선택해도 한번 맞으면 쓰러져 버리는 설정이었는데 플스판 철권3에만 등장하는 곤은 트루오우거의 불을 맞으면 끄떡도 없는 동시에 데미지에 영향을 받지 않았다.

## 녹아웃 방식
둘 다 에너지가 부족하면 그레이트(Great) 녹아웃, 자기캐릭터와 상대캐릭터 둘 다 두 명중 한 명이라도 에너지가 모두 소모되면 더블(Double) 녹아웃, 둘 다 에너지가 가득 차면 퍼팩트(Perfect) 녹아웃이 된다.

## 에너지 모두 소모
싸우다가 에너지를 모두 소모하면 상대 캐릭터에 의해 녹아웃을 당하여 눕는 리플레이가 3회 나온 후 허리를 올리다가 (링 샤오유, 니나 윌리엄스, 포레스트 로우, 화랑, 에디 골도, 레이 우롱, 카자마 진, 간류, 백두산, 미셸 창, 안나 윌리엄스, 줄리아 창, 미시마 헤이하치, 카자마 준, 미시마 카즈야, 브루스 어빈, 리 차오랑, 왕 진레이, 데빌은 잠을 자는 상태) 다시 내린다.

## 단계 설정
모든스테이지는 철권3 스테이지에서 시작이며 0회 이기고 8회 남았을 때부터 5회 이기고 3회 남았을 때까지 스테이지 배경이 마음대로 등장한다. (단, 니나 윌리엄스의 단계는 아케이드에서 거의 등장하지 않는다.) 6회 이기고 2회 남았을 때에는 반드시 오우거 스테이지로 등장한다. 7회 이기고 1회 남았을 때에는 언노운이 등장한다. 이 판은 반드시 단판승부이다.

## 제한 시간
30초로 정할 경우에는 36초, 40초로 정할 경우에는 47초, 60초로 정할 경우에는 71초, 80초로 정할 경우에는 94초, 99초로 정할 경우에는 116초의 제한 시간이 있다.

## 캐릭터 선택
아케이드 버전 모든 캐릭터 선택 가능용 플레이 모드에는 링 샤오유, 포레스트 로우, 에디 골도, 카자마 진, 간류, 미셸 창, 카자마 준, 안나 윌리엄스, 쿠니미츠, 리 차오랑, 데빌 등은 시작키를 누르면 선택이 가능하나 그 이외의 캐릭터는 손 또는 발키로만 선택이 가능하다.

## 평가
| 평가 |        |
| --- | ------ |
| 통합 점수 통합사 점수 게임랭킹스 85.75% [ 4 ] 메타크리틱 85/100 [ 5 ] 평론 점수 평론사 점수 올게임 [ 6 ] 패미츠 38/40 [ 7 ] 게임스팟 9.6/10 [ 8 ] IGN 8.7/10 [ 9 ] |        |
| 통합 점수 |        |
| 통합사 | 점수   |
| 게임랭킹스 | 85.75% |
| 메타크리틱 | 85/100 |
| 평론 점수 |        |
| 평론사 | 점수   |
| 올게임 | [ 6 ]  |
| 패미츠 | 38/40  |
| 게임스팟 | 9.6/10 |
| IGN | 8.7/10 |